# Margecany zastávka
Margecany zastávka – przystanek kolejowy znajdujący się we wsi Margecany w kraju koszyckim na linii kolejowej nr 180 na Słowacji.